# Hong Deok-young
Dans ce nom coréen, le nom de famille, Hong, précède le nom personnel.
Hong Duck-young (coréen : 홍덕영) (né le 5 mai 1921 à Hamhung en Corée, et mort le 13 septembre 2005 à Séoul en Corée du Sud) est un footballeur international sud-coréen, qui évoluait au poste de gardien de but, avant de devenir entraîneur.

## Biographie

### Carrière de joueur

#### Carrière en sélection
Avec l'équipe de Corée du Sud, il dispute 25 matchs (pour aucun but inscrit) entre 1947 et 1954. Il figure notamment dans le groupe des sélectionnés lors de la coupe du monde de 1954. Lors du mondial, Hong dispute deux matchs : contre la Hongrie et la Turquie.
Il participe également aux Jeux olympiques de 1948. Lors du tournoi olympique il joue deux matchs : contre le Mexique et la Suède.